# Sennely
Sennely est une commune française située dans le département du Loiret en région Centre-Val de Loire.

## Géographie

### Localisation

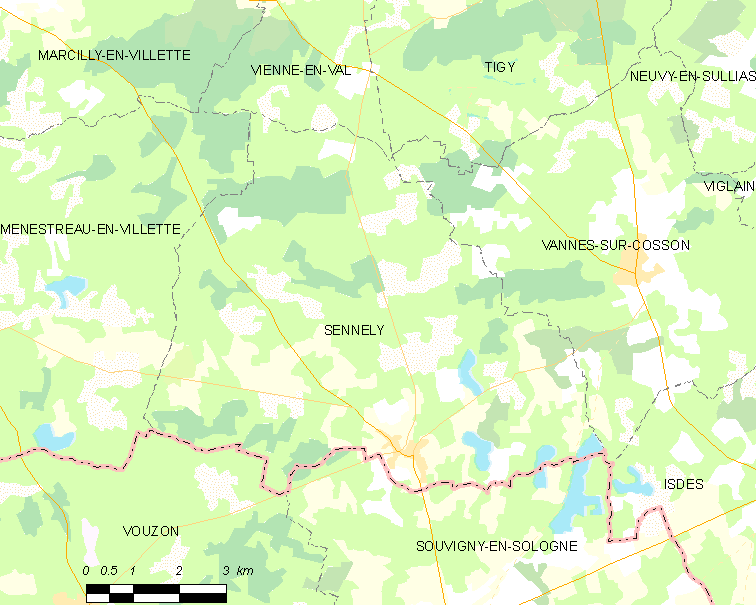
Carte de la commune de Sennely et des communes limitrophes.

La commune de Sennely se trouve dans le quadrant sud-ouest du département du Loiret, dans la région agricole de la Sologne et l'aire urbaine d'Orléans.  À vol d'oiseau, elle se situe à 30,7 km  d'Orléans, préfecture du département, et à 16,2 km de La Ferté-Saint-Aubin, ancien chef-lieu du canton dont dépendait la commune avant mars 2015. La commune fait partie du bassin de vie de Lamotte-Beuvron dont elle est éloignée de 12,7 km.
Les communes les plus proches sont : Souvigny-en-Sologne (4,2 km, en Loir-et-Cher), Vannes-sur-Cosson (6 km), Vouzon (7,8 km, en Loir-et-Cher), Isdes (8,1 km), Chaon (8,2 km, en Loir-et-Cher), Ménestreau-en-Villette (9,7 km), Lamotte-Beuvron (12,7 km, en Loir-et-Cher), Viglain (12,7 km), Tigy (13,4 km) et Marcilly-en-Villette (13,4 km).

### Lieux-dits et écarts
Courtail ; la Turpinière ; la Petite-Croix.

### Géologie et relief

#### Géologie
La commune se situe dans le sud du Bassin parisien, le plus grand des trois bassins sédimentaires français. Cette vaste dépression, occupée dans le passé par des mers peu profondes et des lacs, a été comblée, au fur et à mesure que son socle s’affaissait, par des sables et des argiles, issus de l’érosion des reliefs alentours, ainsi que des calcaires d’origine biologique, formant ainsi une succession de couches géologiques.
Les couches affleurantes sur le territoire communal sont constituées de formations superficielles du Quaternaire et de roches sédimentaires datant du Cénozoïque, l'ère géologique la plus récente sur l'échelle des temps géologiques, débutant il y a 66 millions d'années. La formation la plus ancienne est des sables et argiles de Sologne remontant à l’époque Miocène de la période Néogène. La formation la plus récente est des alluvions récentes des lits mineurs remontant à l’époque Holocène de la période Quaternaire. Le descriptif de ces couches est détaillé dans  les feuilles « n°398 - La Ferté-Saint-Aubin » et « n°399 - Châteauneuf-sur-Loire » de la carte géologique au 1/50 000ème du département du Loiret, et leurs notices associées,.

Carte géologique de la commune.

|  | Fz :  | alluvions récentes des lits mineurs, Holocène                                                     |
|  | FC :  | alluvions et colluvions du fond des vallées secondaires, Holocène                                 |
|  | Fy :  | alluvions récentes des levées et montilles de la Loire et des basses terrasses du Loing, Holocène |
|  | Fvb : | alluvions de haute terrasse, Pléistocène (Mindel), terrasse +20 m                                 |
|  | Fva : | alluvions de haute terrasse, Pléistocène (Mindel), terrasse +30 m                                 |

|  | m3-p1SASo : | sables et argiles de Sologne, Langhien supérieur à Pliocène inférieur |

#### Relief
La superficie cadastrale de la commune publiée par l’Insee, qui sert de références dans toutes les statistiques, est de 49,32 km2,. La superficie géographique, issue de la BD Topo, composante du Référentiel à grande échelle produit par l'IGN, est quant à elle de 49,79 km2. Son relief est relativement plat puisque la dénivelée maximale atteint 30 mètres. L'altitude du territoire varie entre 114 m et 144 m.

### Hydrographie
La commune est irriguée par le Cosson.

### Climat
Pour des articles plus généraux, voir Climat du Centre-Val de Loire et Climat du Loiret.
En 2010, le climat de la commune est de type climat océanique dégradé des plaines du Centre et du Nord, selon une étude du CNRS s'appuyant sur une série de données couvrant la période 1971-2000. En 2020, Météo-France publie une typologie des climats de la France métropolitaine dans laquelle la commune est exposée à un climat océanique altéré et est dans une zone de transition entre les régions climatiques « Moyenne vallée de la Loire » et « Centre et contreforts nord du Massif Central ».
Pour la période 1971-2000, la température annuelle moyenne est de 11 °C, avec une amplitude thermique annuelle de 15,4 °C. Le cumul annuel moyen de précipitations est de 737 mm, avec 10,9 jours de précipitations en janvier et 7,4 jours en juillet. Pour la période 1991-2020, la température moyenne annuelle observée sur la station météorologique de Météo-France la plus proche, sur la commune de Lamotte-Beuvron à 13 km à vol d'oiseau, est de 11,8 °C et le cumul annuel moyen de précipitations est de 768,2 mm,. Pour l'avenir, les paramètres climatiques de la commune estimés pour 2050 selon différents scénarios d'émission de gaz à effet de serre sont consultables sur un site dédié publié par Météo-France en novembre 2022.

### Milieux naturels et biodiversité

#### Site Natura 2000
Le réseau Natura 2000 est un réseau écologique européen de sites naturels d’intérêt écologique élaboré à partir des Directives «Habitats » et «Oiseaux ». Ce réseau est constitué de Zones Spéciales de Conservation (ZSC) et de Zones de Protection Spéciale (ZPS). Dans les zones de ce réseau, les États membres s'engagent à maintenir dans un état de conservation favorable les types d'habitats et d'espèces concernés, par le biais de mesures réglementaires, administratives ou contractuelles. L'objectif est de promouvoir une gestion adaptée des habitats tout en tenant compte des exigences économiques, sociales et culturelles, ainsi que des particularités régionales et locales de chaque État membre. les activités humaines ne sont pas interdites, dès lors que celles-ci ne remettent pas en cause significativement l’état de conservation favorable des habitats et des espèces concernés,. Un site Natura 2000 est présent sur le territoire communal de Sennely : la « Sologne », qui a été désignée site d'importance communautaire par arrêté du 26 octobre 2009 et est codée FR2402001. D'une superficie totale de 346 184 ha, elle constitue une vaste étendue émaillée d'étangs, située en totalité sur les formations sédimentaires du burdigalien. L'agriculture est en recul et on observe une fermeture des milieux naturels (landes). Plusieurs ensembles naturels de caractère différent se distinguent sur ce site :
- la Sologne des étangs ou Sologne centrale, qui recèle plus de la moitié des étangs de la région ; les sols sont un peu moins acides que dans le reste du pays ;
- la Sologne sèche ou Sologne du Cher, qui se caractérise par une plus grande proportion de landes sèches à bruyère cendrée, callune et Hélianthème faux-alysson ;
- la Sologne maraîchère, qui abrite encore une agriculture active et possède quelques grands étangs en milieu forestier ;
- la Sologne du Loiret, au nord, qui repose en partie sur des terrasses alluviales de la Loire issues du remaniement du soubassement burdigalien, ensemble auquel appartient la commune de Sennely.

#### Zones nationales d'intérêt écologique, faunistique et floristique

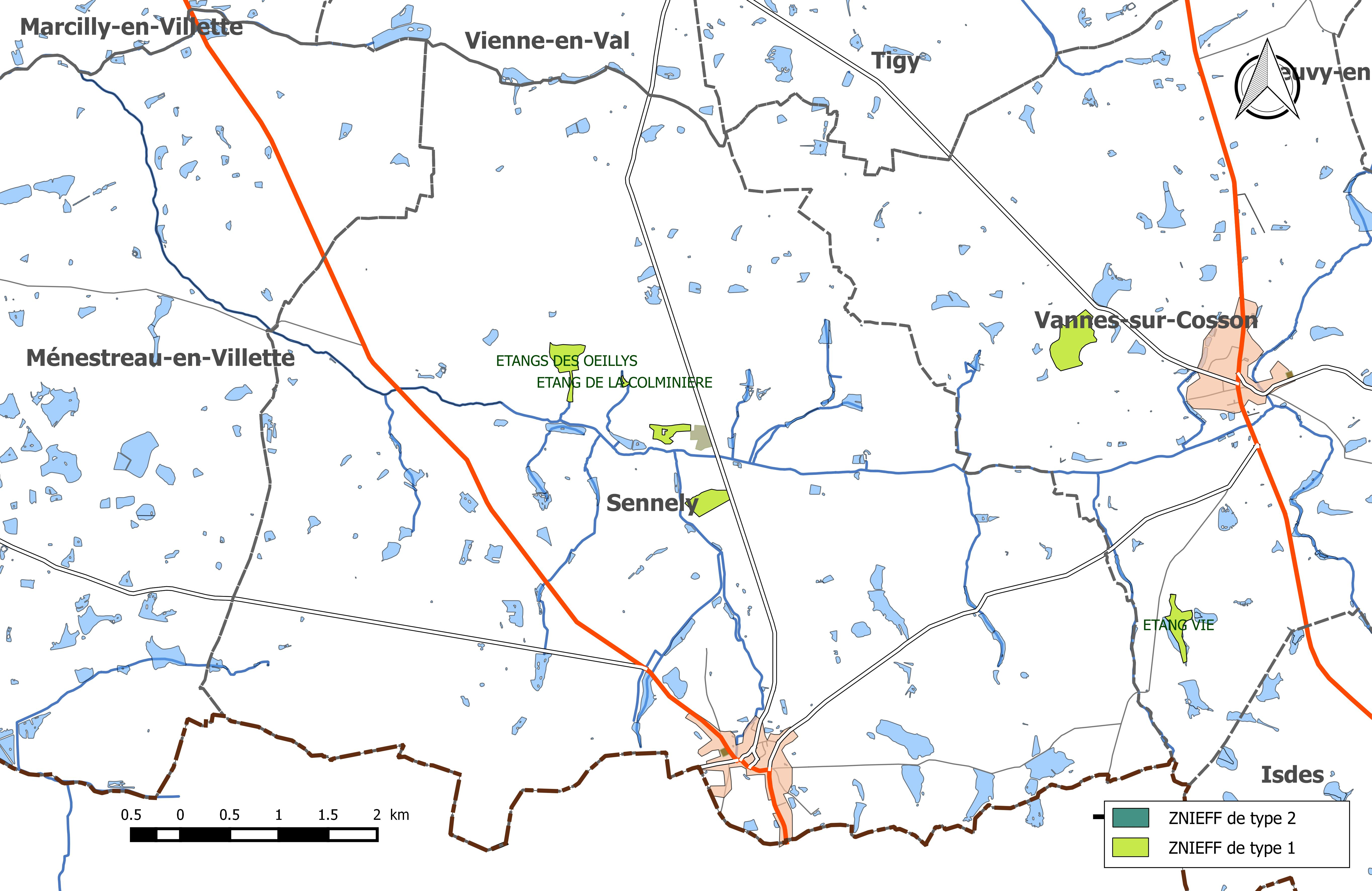
Carte des ZNIEFF de la commune et de ses abords.

L’inventaire des zones naturelles d'intérêt écologique, faunistique et floristique (ZNIEFF) a pour objectif de réaliser une couverture des zones les plus intéressantes sur le plan écologique, essentiellement dans la perspective d’améliorer la connaissance du patrimoine naturel national et de fournir aux différents décideurs un outil d’aide à la prise en compte de l’environnement dans l’aménagement du territoire. Le territoire communal de Sennely comprend trois ZNIEFF.
| Désignation                 | Type   | Superficie    | Description |
| --------------------------- | ------ | ------------- | --- |
| « Étang de la Colminière »  | type 1 | 0,41 hectare  | L'étang est situé à 6 km à l'ouest de Vannes-sur-Cosson,. Son altitude est de 125 m. Il s'agit d'un petit étang de Sologne abritant notamment une belle population de Luronium natans, espèce de l'annexe 2 de la directive Habitats. |
| « Étangs des Œillys »       | type 1 | 8,68 hectares | Il s'agit d'une chaîne de 2 étangs de Sologne reliés par un ruisseau situés à l'ouest de Vannes-sur-Cosson,. Son altitude est de 120 m. Comme l'étang de la Colminière, le site abrite notamment une vaste population de Luronium natans (plusieurs milliers d'individus), espèce de l'annexe 2 de la directive Habitats. |
| « Landes de la Volminière » | type 1 | 4,68 hectares | Les landes à bruyères concernées par ce zonage se localisent au long du sentier de randonnée GR 3C, et près de la RD 12 à 4 km environ au nord de du bourg de Sennely. Leur altitude varie entre 120 et 125 m. Cette zone, en deux noyaux, abrite des landes sèches à Bruyère cendrée et cladonies. Ce type de lande, en sol très sec, avec de beaux tapis de cladonies, devient très rare en Sologne où il est par ailleurs endémique. |

## Urbanisme

### Typologie
Au 1er janvier 2024, Sennely est catégorisée commune rurale à habitat dispersé, selon la nouvelle grille communale de densité à sept niveaux définie par l'Insee en 2022.
Elle est située hors unité urbaine. Par ailleurs la commune fait partie de l'aire d'attraction d'Orléans, dont elle est une commune de la couronne,. Cette aire, qui regroupe 136 communes, est catégorisée dans les aires de 200 000 à moins de 700 000 habitants,.

### Occupation des sols
L'occupation des sols de la commune, telle qu'elle ressort de la base de données européenne d’occupation biophysique des sols Corine Land Cover (CLC), est marquée par l'importance des forêts et milieux semi-naturels (73,3 % en 2018), en augmentation par rapport à 1990 (67,3 %). La répartition détaillée en 2018 est la suivante : 
forêts (73,3 %), terres arables (12 %), zones agricoles hétérogènes (9 %), prairies (3,3 %), eaux continentales (1,3 %), zones urbanisées (1,1 %).
L'évolution de l’occupation des sols de la commune et de ses infrastructures peut être observée sur les différentes représentations cartographiques du territoire : la carte de Cassini (XVIIIe siècle), la carte d'état-major (1820-1866) et les cartes ou photos aériennes de l'IGN pour la période actuelle (1950 à aujourd'hui).

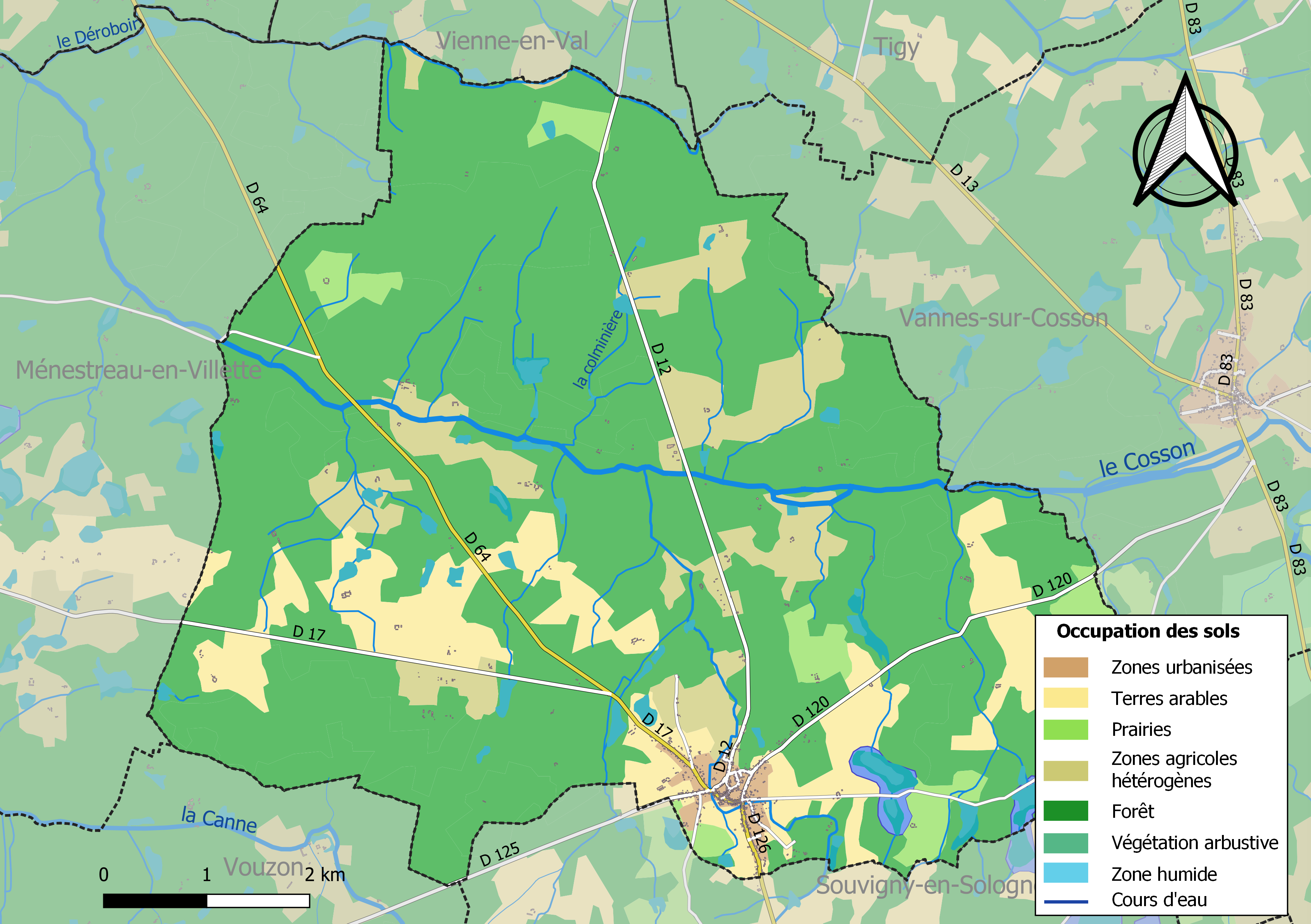
Carte des infrastructures et de l'occupation des sols de la commune en 2018 (CLC).
Carte orthophotographique de la commune en 2016.

### Planification

#### Carte communale
Le conseil municipal prescrit l'élaboration d'une carte communale le 22 mai 2001. Après enquête publique qui se déroule du 5 juillet au 4 août 2001, le document est approuvé le 28 septembre 2001.

#### Documents d'orientations intercommunaux
La commune est membre du Pays Sologne Val-sud, qui regroupe 29 des communes de la Sologne du Loiret. Ce pays impose un certain nombre de contraintes, que les documents d’urbanisme doivent respecter en étant compatibles avec les documents d’orientations du Pays. Le pays a notamment élaboré une charte architecturale et paysagère en 2005.
En 2012, les Pays Forêt d'Orléans Val de Loire, Loire Beauce et Sologne Val Sud sont les seuls territoires du département du Loiret ne disposant pas de schéma de cohérence territoriale (SCoT). Compte tenu  de l'intérêt de cet outil pour l'avenir des territoires, les élus de ces pays décident d'engager une démarche d'élaboration de SCOT. Le comité syndical du Pays Sologne Val Sud se prononce majoritairement en mars 2013 pour prendre la compétence SCoT dans ses statuts. Les quatre communautés de communes qui composent le Pays délibèrent en avril et mai 2013 pour confier « l'élaboration, la gestion et le suivi du SCoT » au Pays Sologne Val Sud. Les compétences sont modifiées en ce sens en juin 2013, le périmètre du SCoT est arrêté par le préfet le 10 octobre 2013. Après étude et concertation de 2014 à 2017, le document doit être approuvé en 2018.

### Voies de communication et transports

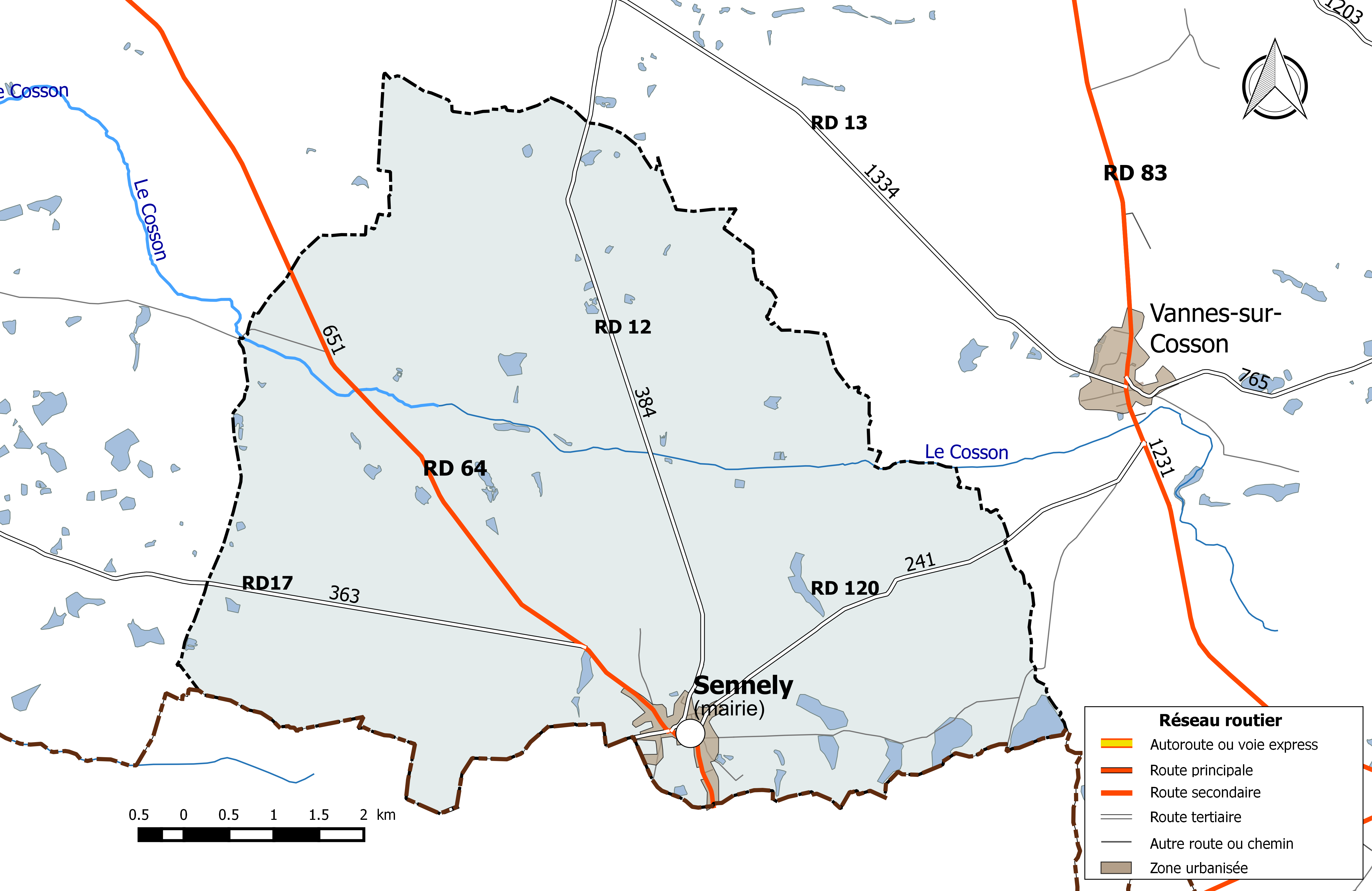
Réseau routier principal de la commune de Sennely (avec indication du trafic routier 2014).

#### Infrastructures routières
La commune est traversée par quatre routes départementales à faible trafic : la RD12, la RD 17, la RD 64 et la RD 120. La RD 12 (384 véhicules/jour) relie Jargeau à Sennely. La RD 17 (363 véhicules/jour) relie La Ferté-Saint-Aubin à Sennely. La RD 64 (651 véhicules/jour) relie Marcilly-en-Villette à Sennely. La RD 120 (241 véhicules/jour), qui relie Sully-sur-Loire à Sennely.

#### Transports en commun
En 2016, la commune est desservie par la ligne 5 du réseau Ulys, le réseau interurbain de transport par autocar du Conseil départemental du Loiret. Cette ligne, qui relie Sennely à Orléans, propose un nombre de dessertes variable en fonction des jours ouvrables de la semaine. Des correspondances SNCF sont assurées à la gare d'Orléans et TAO et Transbeauce à la Gare routière d'Orléans. À compter du 1er janvier 2017, la compétence des services de transports routiers interurbains, réguliers et à la demande est transférée des départements aux régions, et donc localement du département du Loiret à la région Centre-Val de Loire, consécutivement à la loi NOTRe du 7 août 2015.

### Risques majeurs
La commune de Sennely est vulnérable à différents aléas naturels : climatiques (hiver exceptionnel ou canicule), mouvements de terrain ou sismique (sismicité très faible). 
Entre 1989 et 2019, cinq arrêtés ministériels ayant porté reconnaissance de catastrophe naturelle ont été pris pour le territoire de la commune : trois  pour des inondations et coulées de boue et deux pour des mouvements de terrain.
Le territoire de la commune peut être concerné par un risque d'effondrement de cavités souterraines non connues. Une cartographie départementale de l'inventaire des cavités souterraines et des désordres de surface a été réalisée. Il a été recensé sur la commune plusieurs effondrements de cavités.
Par ailleurs le sol du territoire communal peut faire l'objet de mouvements de terrain liés à la sécheresse. Le phénomène de retrait-gonflement des argiles est la conséquence d'un changement d'humidité des sols argileux. Les argiles sont capables de fixer l'eau disponible mais aussi de la perdre en se rétractant en cas de sècheresse. Ce phénomène peut provoquer des dégâts très importants sur les constructions (fissures, déformations des ouvertures) pouvant rendre inhabitables certains locaux. Celui-ci a particulièrement affecté le Loiret après la canicule de l'été 2003. Une grande partie du territoire de la commune est exposée à un aléa « moyen » face à ce risque, selon l'échelle définie par le Bureau de recherches géologiques et minières (BRGM).
Depuis le 22 octobre 2010, la France dispose d’un nouveau zonage sismique divisant le territoire national en cinq zones de sismicité croissante. La commune, à l’instar de l’ensemble du département,  est concernée par un risque très faible.

## Politique et administration

### Découpage territorial

#### Bloc communal: Commune et intercommunalités
La paroisse de Sennely acquiert le statut de municipalité avec le  décret du 12 novembre 1789 de l'Assemblée Nationale puis celui de « commune », au sens de l'administration territoriale actuelle, par le décret de la Convention nationale du 10 brumaire an II (31 octobre 1793). Il faut toutefois attendre la loi du 5 avril 1884 sur l'organisation municipale pour qu'un régime juridique uniforme soit défini pour toutes les communes de France, point de départ de l’affirmation progressive des communes face au pouvoir central.
Aucun événement de restructuration majeure du territoire, de type suppression, cession ou réception de territoire, n'a affecté la commune depuis sa création.
La commune est membre de la communauté de communes du canton de La Ferté-Saint-Aubin depuis sa création le 14 novembre 2006, qui devient communauté de communes des Portes de Sologne le 20 janvier 2015.

#### Personnalités élues par circonscription électorale de rattachement
Au-delà du maire, premier magistrat administrant la commune, les personnalités élues dont le mandat est relatif à une collectivité à laquelle est rattachée la commune de Sennely et représentant donc le territoire communal au sein de chacune de ces collectivités  sont les suivantes :
| Élections       | Élections                     | Circonscription électorale                   | Élu de la circonscription       | Élu de la circonscription | Élu de la circonscription | Élu de la circonscription |
| Niveau          | Type                          | Circonscription électorale                   | Titre                           | Nom                       | Début de mandat           | Fin de mandat             |
| --------------- | ----------------------------- | -------------------------------------------- | ------------------------------- | ------------------------- | ------------------------- | ------------------------- |
| Groupe communal | Municipales et communautaires | Commune de Sennely                           | Maire                           | Philippe De Dreuzy        | 2020                      | 2026                      |
| Groupe communal | Municipales et communautaires | Communauté de communes des Portes de Sologne | Président de l'intercommunalité | Jean-Paul Roche           | 2020                      | 2026                      |
| Département     | Départementales               | Canton de La Ferté-Saint-Aubin               | Conseiller départemental        | Christian Braux(LR)       | 2021                      | 2026                      |
| Département     | Départementales               | Canton de La Ferté-Saint-Aubin               | Conseillère départementale      | Anne Gaborit (LR)         | 2021                      | 2026                      |
| Région          | Régionales                    | Région Centre-Val de Loire                   | Président du conseil régional   | François Bonneau          | 2021                      | 2028                      |
| Pays            | Législatives                  | 3e circonscription                           | Député                          | Mathilde Paris (RN)       | 19 juin 2022              | juin 2027                 |

#### Circonscriptions de rattachement
Sous l'Ancien Régime, à la veille des États généraux de 1789, la paroisse de Sennely était rattachée sur le plan ecclésiastique au diocèse d'Orléans, sur le plan judiciaire au bailliage d'Orléans , sur le plan militaire au gouvernement d'Orléans et sur le plan administratif à la généralité d'Orléans,.
La loi du 22 décembre 1789 divise le pays en 83 départements découpés chacun en six à neuf districts eux-mêmes découpés en cantons regroupant des communes. Les districts, tout comme les départements, sont le siège d’une administration d’État et constituent à ce titre des circonscriptions administratives. La commune de Sennely est alors incluse dans le canton de La Ferté-Saint-Aubin, le district d'Orléans et le département du Loiret.
La recherche d’un équilibre entre la volonté d’organiser une administration dont les cadres permettent l’exécution et le contrôle des lois d’une part, et la volonté d’accorder une certaine autonomie aux collectivités de base (paroisses, bourgs, villes) d’autre part, s’étale de 1789 à 1838. Les découpages territoriaux évoluent ensuite au gré des réformes visant à décentraliser ou recentraliser l'action de l'État. La régionalisation fonctionnelle des services de l'État (1945-1971) aboutit à la création de régions. L'acte I de la décentralisation de 1982-1983 constitue une étape importante en donnant l'autonomie aux collectivités territoriales, régions, départements et communes. L'acte II intervient en 2003-2006, puis l'acte III en 2012-2015.
Le tableau suivant présente les rattachements, au niveau infra-départemental, de la commune de Sennely aux différentes circonscriptions administratives et électorales ainsi que l'historique de l'évolution de leurs territoires.
| Circonscription             | Nom                  | Période   | Type                         | Évolution du découpage territorial |
| --------------------------- | -------------------- | --------- | ---------------------------- | --- |
| District                    | Orléans              | 1790-1795 | Administrative               | La commune est rattachée au district d'Orléans de 1790 à 1795,. La Constitution du 5 fructidor an III, appliquée à partir de vendémiaire an IV (1795) supprime les districts, rouages administratifs liés à la Terreur, mais maintient les cantons qui acquièrent dès lors plus d'importance. |
| Canton                      | La Ferté Saint-Aubin | 1790-1801 | Administrative et électorale | Le 10 février 1790, la municipalité de Sennely est rattachée au canton de La Ferté Saint-Aubin. Les cantons acquièrent une fonction administrative avec la disparition des districts en 1795. |
| Canton                      | La-Ferté-Saint-Aubin | 1801-2015 | Administrative et électorale | Sous le Consulat, un redécoupage territorial visant à réduire le nombre de justices de paix ramène le nombre de cantons dans le Loiret de 59 à 31. Sennely est alors rattachée par arrêté du 9 vendémiaire an X (30 septembre 1801) au canton de La-Ferté-Saint-Aubin,. |
| Canton                      | La Ferté-Saint-Aubin | 2015-     | Électorale                   | La loi du 17 mai 2013 et ses décrets d'application publiés en février et mars 2014 introduisent un nouveau découpage territorial pour les élections départementales. La commune est alors rattachée au nouveau canton de La Ferté-Saint-Aubin. Depuis cette réforme, plus aucun service de l'État n'exerce sa compétence sur un territoire s'appuyant sur le nouveau découpage cantonal. Le canton a disparu en tant que circonscription administrative de l'État ; il est désormais uniquement une circonscription électorale destinée à l'élection d'un binôme de conseillers départementaux siégeant au conseil départemental. |
| Arrondissement              | Orléans              | 1801-     | Administrative               | Sennely est rattachée à l'arrondissement d'Orléans depuis sa création en 1801,. |
| Circonscription législative | 3e circonscription   | 2010-     | Électorale                   | Lors du découpage législatif de 1986, le nombre de circonscriptions législatives passe dans le Loiret de 4 à 5. Un nouveau redécoupage intervient en 2010 avec la loi du 23 février 2010. En attribuant un siège de député « par tranche » de 125 000 habitants, le nombre de circonscriptions par département varie désormais de 1 à 21,. Dans le Loiret, le nombre de circonscriptions passe de cinq à six. Sennely, initialement rattachée à la première circonscription, est, après 2010, rattachée à la troisième circonscription.                                                                                           |

#### Collectivités de rattachement
La commune de Sennely est rattachée au département du Loiret et à la région Centre-Val de Loire, à la fois circonscriptions administratives de l'État et collectivités territoriales.

### Politique et administration municipales

#### Conseil municipal et maire
Depuis les élections municipales de 2014, le conseil municipal de Sennely, commune de moins de 1 000 habitants, est élu au scrutin majoritaire plurinominal à deux tours, les électeurs pouvant modifier les listes, panacher, ajouter ou supprimer des candidats sans que le vote soit nul, pour un mandat de six ans renouvelable. Il est composé de 15 membres. L'exécutif communal est constitué par le maire, élu par le conseil municipal, parmi ses membres, pour un mandat de six ans, c'est-à-dire pour la durée du mandat du conseil.
| Période                                  | Période  | Identité            | Étiquette | Qualité                                                  |
| ---------------------------------------- | -------- | ------------------- | --------- | -------------------------------------------------------- |
| 2001                                     | 2008     | Raymond Tellier     |           |                                                          |
| mars 2008                                | mai 2020 | Pierre Henry        |           | Retraité des artisans, commerçants et chefs d'entreprise |
| mai 2020                                 | En cours | Philippe de Dreuzy, |           | Agriculteur sur grande exploitation                      |
| Les données manquantes sont à compléter. |          |                     |           |                                                          |

## Équipements et services

### Environnement

#### Gestion des déchets
En  2016, la commune est membre du syndicat mixte de collecte et de traitement des ordures ménagères (SMICTOM) des Portes de Sologne. Celui-ci assure la collecte et le traitement des ordures ménagères résiduelles (bac bordeaux) et des emballages ménagers recyclables (bac jaune) et des encombrants en porte à porte, et du verre en points d’apport volontaire. Un réseau de huit déchèteries accueille les encombrants et autres déchets spécifiques (déchets verts, déchets dangereux, gravats, ferraille, cartons…). La déchèterie la plus proche est celle de Ménestreau-en-Villette. L'élimination et la valorisation énergétique des déchets ménagers et de ceux issus de la collecte sélective sont effectuées par le SIEOM du groupement de Mer qui exploite une usine d’incinération (UIOM) à Vernou-en-Sologne,,.
Depuis le 1er janvier 2017, la « gestion des déchets ménagers » ne fait plus partie des compétences de la commune mais est une compétence obligatoire de la communauté de communes des Portes de Sologne en application de la loi NOTRe du 7 août 2015.

#### Production et distribution d'eau
Le service public d’eau potable est une compétence obligatoire des communes depuis l’adoption de la loi du 30 décembre 2006 sur l’eau et les milieux aquatiques. Au 31 décembre 2016, la production et la distribution de l'eau potable sur le territoire communal sont assurées par la commune elle-même.
La loi NOTRe du 7 août 2015 prévoit que le transfert des compétences « eau et assainissement » vers les communautés de communes sera obligatoire à compter du 1er janvier 2020. Le transfert d’une compétence entraîne  de  facto la mise à disposition gratuite de plein droit des biens, équipements et services publics utilisés, à la date du transfert, pour l'exercice de ces compétences et la substitution de la communauté dans les droits et obligations des communes,.

#### Assainissement
La compétence assainissement, qui recouvre obligatoirement la collecte, le transport et l’épuration des eaux usées, l’élimination des boues produites, ainsi que le contrôle des raccordements aux réseaux publics de collecte, est assurée  par la commune elle-même.
La commune est raccordée à une station d'épuration située sur le territoire communal, mise en service le 1er septembre 2005 et dont la capacité nominale de traitement est de  700 EH, soit 105 m3/jour. Cet équipement utilise un procédé d'épuration de type lagunage naturel. Son exploitation est assurée par la commune,.
L’assainissement non collectif (ANC) désigne les installations individuelles de traitement des eaux domestiques qui ne sont pas desservies par un réseau public de collecte des eaux usées et qui doivent en conséquence traiter elles-mêmes leurs eaux usées avant de les rejeter dans le milieu naturel. En 2017, la communauté de communes des Portes de Sologne assure le service public d'assainissement non collectif (SPANC), qui a pour mission de vérifier la bonne exécution des travaux de réalisation et de réhabilitation, ainsi que le bon fonctionnement et l’entretien des installations,.

## Population et société

### Démographie
L'évolution du nombre d'habitants est connue à travers les recensements de la population effectués dans la commune depuis 1793. Pour les communes de moins de 10 000 habitants, une enquête de recensement portant sur toute la population est réalisée tous les cinq ans, les populations de référence des années intermédiaires étant quant à elles estimées par interpolation ou extrapolation. Pour la commune, le premier recensement exhaustif entrant dans le cadre du nouveau dispositif a été réalisé en 2006.
En 2022, la commune comptait 680 habitants, en évolution de −4,23 % par rapport à 2016 (Loiret : +1,89 %, France hors Mayotte : +2,11 %).
| 1793 | 1800 | 1806 | 1821 | 1831 | 1836 | 1841 | 1846 | 1851 |
| ---- | ---- | ---- | ---- | ---- | ---- | ---- | ---- | ---- |
| 580  | 573  | 594  | 448  | 610  | 669  | 603  | 625  | 646  |

| 1856 | 1861 | 1866 | 1872 | 1876 | 1881 | 1886 | 1891 | 1896 |
| ---- | ---- | ---- | ---- | ---- | ---- | ---- | ---- | ---- |
| 646  | 701  | 715  | 805  | 864  | 982  | 971  | 971  | 982  |

| 1901  | 1906 | 1911  | 1921 | 1926 | 1931 | 1936 | 1946 | 1954 |
| ----- | ---- | ----- | ---- | ---- | ---- | ---- | ---- | ---- |
| 1 014 | 998  | 1 030 | 919  | 859  | 819  | 719  | 712  | 688  |

| 1962 | 1968 | 1975 | 1982 | 1990 | 1999 | 2006 | 2011 | 2016 |
| ---- | ---- | ---- | ---- | ---- | ---- | ---- | ---- | ---- |
| 616  | 512  | 450  | 432  | 437  | 523  | 605  | 672  | 710  |

| 2021 | 2022 | - | - | - | - | - | - | - |
| ---- | ---- | - | - | - | - | - | - | - |
| 691  | 680  | - | - | - | - | - | - | - |

### Enseignement
Sennely est située dans l'académie d'Orléans-Tours. La commune possède une école maternelle publique.

## Culture locale et patrimoine

### Lieux et monuments

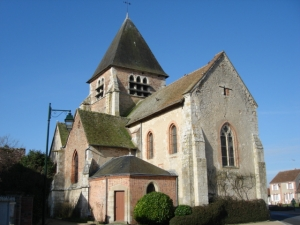
Église de Sennely.

- L'église Saint-Jean-Baptiste des XIIIe, XVIIIe et XIXe siècles. Le portail est daté de 1733, le chœur fut restauré en 1870 et la nef en 1898[A 1] ;
- Les châteaux : de La Turpinière des XVIIe, XVIIIe et XIXe siècles est inscrit à l'inventaire des Monuments historiques depuis le 20 octobre 1989[A 2] ; de Courtail datant de 1874[A 3]. L'église contient notamment une peinture à l'huile du XIXe représentant L'Assomption[A 4] et une sculpture en bois du XVIe représentant le Christ en croix[A 5] ;
- Deux croix de chemin en métal du XIXe, l'une au lieu-dit la Petite Croix[A 6], l'autre représentant le Christ en croix[A 7] ;
- Les maisons[A 8] et fermes[A 9] solognotes ;
- La forêt domaniale de Lamotte-Beuvron.

### Personnalités liées à la commune
- Christophe Sauvageon (1646-1710), prieur-curé de Sennely de 1675 à 1710[100], est mort à Sennely. Dans son manuscrit « Le Prieur de Sennely »[101], il apparaît comme un témoin de la vie rurale du XVIIe, et particulièrement de la vie des Solognots au milieu desquels il vécut pendant 35 ans[102].
- Auguste de Saint-Hilaire (1779-1853), botaniste, membre de l'Académie des sciences, qui possédait le château de La Turpinière, où il est mort.
- Gaston Lenôtre (1920-2009), pâtissier et chef-d'entreprise français, y possédait un domaine[103] et y est décédé.

## Économie
La commune compte quelques entreprises de différents secteurs : 
- un restaurant ;
- une boulangerie ;
- une boucherie - charcuterie (qui délivre aussi des prestations d'alimentation générale) ;
- une entreprise de maçonnerie couverture ;
- un taxi ;
- une entreprise de prestations agricoles ;
- une entreprise de fabrication de coffrages et d'assemblages en bois fabriqués à base de bois provenant des forêts de Sologne et des alentours, située à « la Colminière », sur le site de la scierie Cochain ;
- un artisan plombier chauffagiste ;
- une ferme avec vente à la ferme de volailles, pâtés, etc. ;
- un apiculteur de miel toutes fleurs ;
- une entreprise d'aide pour l'amélioration de l'habitat ;
- une entreprise d'élevage de gibiers à plumes (faisans...) ;
- un prestataire de services informatiques (webmaster) ;
- une scierie de résineux (entreprise emblématique à dimension nationale appelée EXPLOITATIONS FORESTIERES L.COCHAIN implantée depuis les années 1950, réalisant des sciages de bois provenant de Sologne - bastaings, madriers, rondins, planches, etc. - située sur le site particulier de la Colminière, au nord de la commune. Cette activité fait l'objet d'une note didactique sur les panneaux des sentiers de promenade qui partent du village, expliquant l'historique de l'activité des scierie et d'exploitation forestière en Sologne) ;
- une entreprise d'électricité, de climatisation et énergies nouvelles ;
- une écurie, centre équestre ;
- une entreprise d'abattage de bois de chauffage.